# Sumner Redstone
Sumner Redstone, född Sumner Murray Rothstein den 27 maj 1923 i Boston, Massachusetts, död 11 augusti 2020 i Los Angeles, Kalifornien, var en amerikansk industrialist i mediebranschen av judisk börd. Han var ordförande för National Amusements, samt, tillsammans med sin familj, ägare av CBS Corporation, Viacom, MTV Networks, Black Entertainment Television och filmstudion Paramount Pictures. Han är far till Shari och Brent Redstone.
Enligt Forbes (i september 2013) hade han tjänat 5,8 miljarder dollar.